# دنیز کیلهولتز
دنیز کیلهولتز (انگلیسی: Denise Kielholtz؛ زادهٔ ۳۰ مارس ۱۹۸۹) ورزشکار هنرهای رزمی ترکیبی و جودوکار اهل پادشاهی هلند است.